# Grand Prix Pescara 1950
Grand Prix Pescara v roce 1950 (XIX Circuito di Pescara) se jela na okruhu Pescara 15. srpna 1950. Závodilo se na 16 kol x po 25.802 km, tedy celkem 412.826 km.

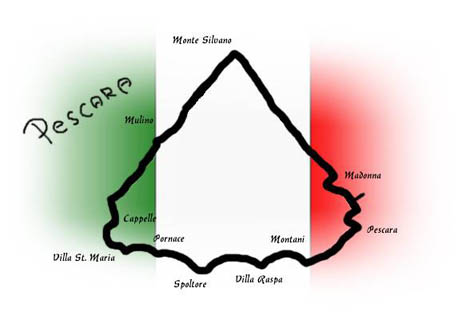

## Výsledky
| Pozice | Jezdec               | Vůz               | Čas               |
| ------ | -------------------- | ----------------- | ----------------- |
| 1      | Juan Manuel Fangio   | Alfa Romeo 158    | 3h02m51.4         |
| 2      | Louis Rosier         | Talbot T26C       | 3h03m09.0         |
| 3      | Luigi Fagioli        | Alfa Romeo 158    | 3h03m15.0         |
| 4      | Philippe Étancelin   | Talbot T26C       | 3h09m40.4         |
| 5      | Pierre Levegh        | Talbot T26C       | à 1 kolo          |
| Kolo   | Neklasifikováni      | -                 | -                 |
| 6      | Luigi de Filippis    | Maserati 4CLT/48  | à 2 kola          |
| 7      | Felice Bonetto       | Maserati 4CLT/50  | à 6 kol           |
| Kolo   | Odstoupily           | -                 | -                 |
| --     | Toulo de Graffenried | Maserati 4CLT/48  | ?                 |
| --     | Adolfo Schwelm       | Jaguar XK120      | ?                 |
| --     | Clemente Biondetti   | Ferrai 166-Jaguar | ?                 |
| 2      | Princ Bira           | Maserati 4CLT/48  | Spojka            |
| 1      | Georges Grignard     | Talbot T26C       | Havárie           |
| 1      | Henri Louveau        | Talbot T26C-GS    | Palivové čerpadlo |
| 1      | Franco Rol           | Maserati 4CLT/48  | Kompresor         |

### Nestartovali
- Alberto Ascari – Ferrari 375
- Luigi Villoresi – Ferrari 375
- Louis Chiron	- Maserati 4CLT/48
- Arnulfo Bilanca – Maserati 4CL

### Nejrychlejší kolo
- Juan Manuel Fangio (Alfa Romeo 158), 10:37.6

### Postavení na startu
- 1.řada
  - Juan Manuel Fangio – Alfa Romeo 158- 10:37.6
    - Luigi Fagioli- Alfa Romeo 158- 10:58.0
      - Louis Rosier- Talbot T26C- 11:26.0

- 2.řada
  - Henri Louveau – Talbot T26C-GS – 11:32.6
    - Philippe Étancelin – Talbot T26C – 11:42.4

- 3.řada
  - Georges Grignard- Talbot T26C- 12:17.8
    - Pierre Levegh- Talbot T26C- 12:23.2
      - Princ Bira – Maserati 4CLT/48 – 13:14.2

- 4.řada
  - Luigi de Filippis – Maserati 4CLT/48 – 14:06.8
    - Franco Rol – Maserati 4CLT/48 – 14:53.8

- 5.řada
  - Gianfranco Comotti – Maserati 4CLT/50 – 20:43.2
    - Felice Bonetto – Maserati 4CLT/50 – 21:02.4
      - Toulo de Graffenried – Maserati 4CLT/48

- 6.řada
  - Clemente Biondetti – Ferrai 166-Jaguar
    - Adolfo Schwelm – Jaguar XK120

| Předchozí závod: Ulster Trophy 1950      | Grand Prix Pescara 1950 | Následný závod: BRDC International Trophy 1950 |
| Předchozí závod: Grand Prix Pescara 1939 | Grand Prix Pescara      | Následný závod: Grand Prix Pescara 1951        |